# JDS Hayashio
Pour les autres navires du même nom, voir Hayashio.
Le JDS Hayashio (SS-585/TSS-3606) est un sous-marin d'attaque japonais à propulsion conventionnelle, de la classe Harushio.